# پودبرزی
پودبرزی (به چکی: Podbřezí) یک منطقهٔ مسکونی در جمهوری چک است که در ناحیه ریخنوف ناد کنیژنوو واقع شده‌است.